# Selenaspidus albus
Selenaspidus albus är en insektsart som beskrevs av Mckenzie 1953. Selenaspidus albus ingår i släktet Selenaspidus och familjen pansarsköldlöss. Inga underarter finns listade i Catalogue of Life.